# Ošklivý chlapeček
Ošklivý chlapeček (anglicky „The Ugly Little Boy“) je vědeckofantastická povídka spisovatele Isaaca Asimova, která vyšla poprvé v září 1958 v časopise Galaxy Science Fiction pod názvem „Lastborn“. Byla následně zařazena do povídkové sbírky Nine Tomorrows (1959) již pod autorovým názvem „The Ugly Little Boy“. Česky vyšla např. ve sbírce Sny robotů (1996).
Příběh pojednává o neandertálském dítěti, které se ocitlo v budoucnosti. Je to jedna ze tří autorových nejoblíbenějších povídek vedle „Dvěstěletý člověk“ (anglicky „The Bicentennial Man“) a „Poslední otázka“ (anglicky „The Last Question“). Robert Silverberg povídku rozšířil do románové podoby, která má v češtině název Dítě času (v angličtině se jmenuje stejně jako povídka The Ugly Little Boy, pouze ve Velké Británii nese název Child of Time).

## Postavy
- slečna Edith Fellowsová – zdravotní sestra, stará se o Timmieho
- Gerald Hoskins – vedoucí pracovník Stasis Inc.
- Timmie – neandertálské dítě přenesené z minulosti

## Děj
Výsledkem experimentů firmy Stasis Inc. s cestováním v čase je přenos neandrtálského dítěte z minulosti. Dítě nemůže opustit vymezený prostor kvůli vysokým ztrátám energie a časovým paradoxům. Pro jeho péči je najata zdravotní sestra slečna Fellowsová. Ta je zpočátku dítětem odpuzována, ale posléze si jej zamiluje jako vlastní a pojmenuje si jej Timmie. Uvědomí si, že Timmie je mnohem inteligentnější než si původně myslela. K zuřivosti ji dovádí novinové titulky, které Timmieho nazývají „opičím chlapcem“. Její láska k Timmiemu ji často přivádí ke střetům se zájmy zaměstnavatele, pro firmu je totiž chlapec více pokusný objekt než lidská bytost.
Stasis Inc. dojde k závěru, že pokus Timmie již zajistil maximum publicity a výsledků pozorování a je načase zahájit nový projekt. Tím má být přenos středověkého sedláka do přítomnosti. Timmie má být vrácen zpět do své doby. Slečna Fellowsová bojuje proti tomuto rozhodnutí, protože ví, že Timmie ve své době nepřežije. Už se adaptoval na současnost a naučil se mnohé z dovedností. Rozhodne se chlapce dostat pryč z laboratoří, což se jí nepodaří. Nakonec se vrací do minulosti společně se „svým“ Timmiem.

## Česká vydání
Česky vyšla povídka v následujících sbírkách nebo antologiích:
Pod názvem Ošklivý chlapeček:
- Sny robotů (Knižní klub 1996; Mustang 1996)[1]
- Paralelní světy 2: Antologie SF (SFK Slan, Slaný, 1988)

## Adaptace
V roce 1977 povídku zpracoval do televizního filmu o délce 26 minut britsko-kanadský režisér Barry Morse. Film nese shodný název The Ugly Little Boy a roli sestry Fellowsové ztvárnila v Londýně narozená herečka Kate Reid.